# Munkegärdekyrkan
Munkegärdekyrkan är en kyrkobyggnad i Kungälvs kommun. Den tillhör sedan 2015 Kungälv-Ytterby församling (tidigare Kungälvs församling) i Göteborgs stift.

## Kyrkobyggnaden
Kyrkan, som ritades av Per Lundbergs arkitektkontor, har en långsträckt, rektangulär form med kyrkorummet som den högsta och bredaste delen. Koret ligger vid byggnadens västra sida, och huvudingången vid dess norra sida. Byggnaden har en stomme av betong, ytterväggar klädda med gult tegel och täcks av ett sadeltak klätt med rött enkupigt taktegel. Byggnaden stod klar 1996 och invigningsmässan hölls den 15 september samma år i närvaro av biskop Lars Eckerdal.

## Inventarier
- Dopfunten består av en dopskål som bärs upp av ett dopställ av vitlaserad ek. Dopstället består av en åttkantig överdel som bärs upp av ett fyrkantigt timglasformat skaft.
- Altaret består av en skiva och öppen benkonstruktion som i sin helhet är utförd i stavlimmad oljad ek.
- Istället för predikstol finns en ambo utförd i stavlimmad oljad ek.